# Narbonne Volley 2016-2017
Questa voce raccoglie le informazioni riguardanti il Narbonne Volley nelle competizioni ufficiali della stagione 2016-2017.

## Organigramma societario
Area direttiva
- Presidente: Jérémie Ribourel

Area organizzativa
- Team manager: Michel Mandrou

Area tecnica
- Allenatore: Tristan Martin
- Allenatore in seconda: Jonathan Santer

## Rosa
| N° | Nome                   | Ruolo | Data di nascita  | Nazionalità sportiva |
| -- | ---------------------- | ----- | ---------------- | -------------------- |
| 1  | Bastian Peralta        | S     | 28 maggio 1995   | Francia              |
| 2  | Valentin Gorny         | C     | 15 agosto 1996   | Francia              |
| 3  | Vaianuu Mare           | S     | 27 gennaio 1994  | Francia              |
| 4  | Niklas Seppänen        | S     | 30 giugno 1993   | Finlandia            |
| 5  | Julien Prigent         | P     | 6 luglio 1995    | Francia              |
| 6  | Julian Bissette        | C     | 6 febbraio 1991  | Saint Lucia          |
| 7  | Jan Willem Snippe      | S     | 21 maggio 1986   | Paesi Bassi          |
| 8  | Kōnstantinos Prousalīs | P     | 6 ottobre 1980   | Grecia               |
| 9  | Raphaël Mrozek         | S     | 19 ottobre 1987  | Francia              |
| 10 | Gaël Tranchot          | C     | 14 aprile 1994   | Francia              |
| 11 | Florian Kilama         | L     | 29 marzo 1982    | Francia              |
| 12 | Benjamin Bernard       | S     | 2 marzo 1997     | Francia              |
| 13 | Jhon Wendt             | S/O   | 15 gennaio 1994  | Francia              |
| 14 | Blažo Milić            | C     | 22 novembre 1987 | Montenegro           |
| 15 | Valentin Bernadou      | L     | 8 maggio 1998    | Francia              |
| 16 | Milan Bencz            | S/O   | 5 settembre 1987 | Slovacchia           |